# Tricentra carnaria
Tricentra carnaria là một loài bướm đêm trong họ Geometridae.